# Mikkosaari (ö i Mellersta Finland)
Mikkosaari är en ö i Finland. Den ligger i sjön Iso Rautavesi och i kommunen Jämsä i den ekonomiska regionen  Jämsä  och landskapet Mellersta Finland, i den södra delen av landet, 210 km norr om huvudstaden Helsingfors. Öns area är 3,2 hektar och dess största längd är 280 meter i öst-västlig riktning.